# Alexis Lemaire
Alexis Lemaire (sinh năm 1980) là một người giữ kỷ lục thế giới về khả năng tính nhẩm. Ông có bằng tiến sĩ ngành Khoa học Máy tính từ Đại học Reims liên quan đến trí tuệ nhân tạo. Ông là người sở hữu các kỷ lục thế giới trong việc tính căn bậc 13 của số có 100 chữ số và số có 200 chữ số.
Vào ngày 10 tháng 5 năm 2002, Lemaire ta đã tính được căn bậc 13 của một số có 100 chữ số trong vòng 13,55 giây, phá vỡ kỷ lục do Willem Klein nắm giữ (88,8 giây) và kỷ lục ít chính thức hơn của Gert Mittring (39 giây). Vào ngày 23 tháng 11 năm 2004, Mittring đã cố gắng đánh bại kỷ lục của Lemaire, nhưng thời gian 11,8 giây của anh không được chính thức công nhận, vì các quy tắc của một tổ chức đã quyết định ngừng công nhận các kỉ lục tính khai căn của một số ngẫu nhiên do khó khăn trong việc chuẩn hóa thử thách. Chưa đầy một tháng sau (17 tháng 12 năm 2004) Lemaire đã đánh bại kỷ lục của chính mình, với thời gian 3.625 giây, bao gồm cả thời gian anh đọc số, tính khai căn và thuật lại đáp án. Ông tìm được căn bậc 13 của số có 100 chữ số 3,893,458,979,352,680,277,349,663,255,651,930,553,265,700,608,215,449,817,188,566,054,427,172,046,103,952,232,604,799,107,453,543,533, bằng 45,792,573.